# NGC 2303
NGC 2303 è una galassia ellittica situata nella costellazione dell'Auriga, a una distanza di circa 288 milioni di anni luce dalla nostra Via Lattea.

## Scoperta
La galassia è stata scoperta il 24 novembre 1886 dall'astronomo statunitense Lewis Swift.